# Kroonstraat (Nijmegen)
De Kroonstraat in het centrum van de Nederlandse stad Nijmegen is tegenwoordig een straat die begint als zijstraat van de Doddendaal. Daarna loopt de Kroonstraat met een bocht in westelijke richting totdat deze de Parkweg kruist, nabij het Kronenburgerpark. De Pijkestraat is een kleine zijstraat van de Kroonstraat.

## Geschiedenis
Tot aan het bombardement van 22 februari 1944 op de Nijmeegse binnenstad was er een straat met dezelfde naam, die echter iets zuidelijker lag. Deze straat is tijdens de wederopbouw verdwenen. De oudste bekende vermelding hiervan (als de Kronstrait) dateert van 1608. Deze straat wordt ook genoemd als "Achter Palsterkamp".
De huidige Kroonstraat is feitelijk een restant van de vroegere Doddendaal, die bij het hiervoor genoemde bombardement eveneens werd verwoest. Alleen het westelijke stuk van deze straat bleef ongeschonden, waaronder het Rooms Katholiek Weeshuis. In 1982 werd een aantal huisnummers hiervan middels een raadsbesluit hernoemd tot Kroonstraat.

## Bebouwing en monumenten
Aan de Kroonstraat staan enkele monumentale panden. In 1960 is de Titus Brandsmakapel er gebouwd. Aan wat nu Kroonstraat 150 is, staat nog altijd de ruïne van het weeshuis. 
De oudste nog bestaande woning in de huidige Kroonstraat dateert uit 1884.

## Andere namen
De naam Kronenburgerstraat is in het verleden voor een aantal verschillende straten in Nijmegen gebruikt, waaronder de oude Kroonstraat. "Kroon" betreft hier mogelijk van oorsprong een kroonvormig huisteken.